# Vergigny
Vergigny – miejscowość i gmina we Francji, w regionie Burgundia-Franche-Comté, w departamencie Yonne.
Według danych na rok 1990 gminę zamieszkiwało 1487 osób, a gęstość zaludnienia wynosiła 39 osób/km² (wśród 2044 gmin Burgundii Vergigny plasuje się na 147. miejscu pod względem liczby ludności, natomiast pod względem powierzchni na miejscu 84.).